# Bakteryjne zapalenie pochwy
Bakteryjne zapalenie pochwy, bakteryjna waginoza (ang. bacterial vaginosis, BV) – jedna z najczęstszych infekcji pochwy i sromu. Zaburzona zostaje mikroflora pochwy, gwałtownie mnożą się bakterie beztlenowe (np. Gardnerella vaginalis, Prevotella spp., Mycoplasma hominis, Mobiluncus spp.), obniżona jest liczba pałeczek Lactobacillus i pH pochwy wzrasta powyżej normy (powyżej 4,5, a nawet w skrajnych przypadkach do 7,0).

## Etiologia
Zasadniczą przyczyną waginozy bakteryjnej są zaburzenia w obrębie mikroflory bakteryjnej pochwy, między innymi brak pochwowych pałeczek kwasu mlekowego odpowiedzialnych za odpowiednie pH pochwy (3,8–4,2).

## Epidemiologia
Czynnikami zwiększającymi ryzyko zakażenia są, podobnie jak w przypadku zakażeń grzybiczych (kandydozy pochwy): wielu partnerów seksualnych, nieprawidłowo pojmowana higiena osobista (zwłaszcza irygacje pochwy naruszające mikroflorę), przebyte zabiegi ginekologiczne, czy wewnątrzmaciczna wkładka antykoncepcyjna. Na BV częściej zapadają również kobiety palące papierosy.

## Objawy i przebieg
Najczęstszym objawem są upławy – białawe lub szarawe, o wyraźnym, nieprzyjemnym rybim zapachu, czasami towarzyszy im świąd lub podrażnienie.
Często jednak chorobie nie towarzyszą żadne objawy, dlatego w diagnostyce BV pomocny jest badanie pH pochwy; prawidłowy odczyn pochwy jest kwaśny i oscyluje pomiędzy 3,8 a 4,2.

## Rozpoznanie
Badanie czystości pochwy (badanie flory pochwy, biocenoza pochwy) służy do identyfikacji stanu zapalnego. Biocenozę pochwy ocenia się za pomocą różnorodnych skal.

### Skala Kuczyńskiej
W skali tej bierze się pod uwagę takie parametry jak: obecność i liczba pałeczek kwasu mlekowego, obecność i liczba bakterii patogennych i drożdżaków, a także obecność leukocytów w rozmazie. Skala ta wyróżnia podstawowe stopnie czystości 0, I, II, III, IV i kilka stopni pośrednich I/II, II/III, III/IV i 0/IV. I tak ze stopniem I (najkorzystniejszym) mamy do czynienia wtedy, gdy pałeczki kwasu mlekowego są liczne, brak jest flory patogennej i leukocytów, a dodatkowo pH jest odpowiednio niskie. Natomiast stopień IV oznacza brak pałeczek kwasu mlekowego, liczną florę patogenną, pojedyncze lub liczne leukocyty oraz stosunkowo wysokie pH. Warto także wspomnieć o stopniu 0, w którym brak jest pałeczek, brak patogenów, pojedyncze lub liczne leukocyty i wysokie pH. Stopnie od I do II/III uważamy za stany prawidłowe, natomiast stopnie III do IV oraz stopień 0 to stany nieprawidłowe, świadczące najczęściej o obecności stanu zapalnego pochwy wymagającego właściwego leczenia.

### Skala Amsela
Rozpoznanie bakteryjnego zakażenia pochwy polega na stwierdzeniu trzech spośród czterech charakterystycznych objawów (kryteria Amsela), takich jak:
- jednorodnej wydzieliny pochwowej z niewielką ilością leukocytów (krwinek białych niszczących bakterie),
- odczyn pochwy pH > 4,5 (badanie papierkiem lakmusowym),
- specyficzny, rybi zapach, wzmagający się po stosunku płciowym oraz po dodaniu do wydzieliny pochwowej wodorotlenku potasu (KOH),
- obecność clue cells (komórek jeżowych) w preparacie mikroskopowym, tj. komórek nabłonka opłaszczonych bakteriami w sposób przypominający kolce jeża.

### Skala Nugenta
Stosowana jest również ocena w skali Nugenta, która opiera się na oszacowaniu proporcjonalnego udziału poszczególnych rodzajów bakterii w preparacie i jego ocenie liczbowej (0-10 punktów). Końcowy wynik < 4 punktów wskazuje na stan prawidłowy, 4-6 oznacza stan pośredni, a > 6 świadczy o BV.
| Obecność morfotypów                      | Liczba drobnoustrojów | Liczba punktów |
| ---------------------------------------- | --------------------- | -------------- |
| Lactobacillus spp.                       | >30                   | 0              |
| Lactobacillus spp.                       | 5-30                  | 1              |
| Lactobacillus spp.                       | 1-4                   | 2              |
| Lactobacillus spp.                       | <1                    | 3              |
| Lactobacillus spp.                       | 0                     | 4              |
| Mobiluncus spp.                          | >5                    | 2              |
| Mobiluncus spp.                          | 1-4                   | 1              |
| Mobiluncus spp.                          | 0                     | 0              |
| Gardnerella vaginalis i Bacteroides spp. | >30                   | 4              |
| Gardnerella vaginalis i Bacteroides spp. | 5-30                  | 3              |
| Gardnerella vaginalis i Bacteroides spp. | 1-4                   | 2              |
| Gardnerella vaginalis i Bacteroides spp. | <1                    | 1              |
| Gardnerella vaginalis i Bacteroides spp. | 0                     | 0              |

Nie stwierdza się natomiast pieczenia czy swędzenia pochwy i sromu.
Należy podkreślić, że badanie czystości pochwy ani posiew bakteryjny nie mają żadnego znaczenia w rozpoznawaniu zakażeń pochwy. Obecnie zalecanym badaniem jest ocena ekosystemu pochwy, czyli pH, woni, obecności komórek jeżowych, rzęsistków i komórek drożdży.

## Leczenie
W leczeniu waginozy bakteryjnej najczęściej stosuje się leki miejscowe i antybiotyki, takie jak klindamycyna czy metronidazol. Dodatkowo – zwłaszcza w przypadku zastosowania antybiotykoterapii – w celu odbudowania prawidłowej flory bakteryjnej pochwy należy w leczeniu zastosować preparat zawierający bakterie Lactobacillus (działanie ginekologiczne mają szczepy Lactobacillus rhamnosus GR-1 oraz Lactobacillus fermentum RC-14), najlepiej gdy grupie bakterii towarzyszą produkty zakwaszające środowisko pochwy (witamina C lub kwas mlekowy).
Nie leczona waginoza bakteryjna może prowadzić do poważniejszych powikłań – zapalenia narządów miednicy mniejszej, zapalenia cewki moczowej, a także większej podatności na zakażenie wirusem HIV. W skrajnych przypadkach nie leczone bakteryjne zapalenie pochwy może być przyczyną bezpłodności.